# 501
L'any 501 (DI en numeració romana) fou un any comú iniciat en dilluns del calendari Julià.

## Esdeveniments
- 5 de juny – Ahkal Mo' Naab' I pren el poder a la ciutat maia de Palenque (Mèxic).[1]

## Naixements
- Còsroes I, rei del Segon Imperi Persa (m. 579)
- Lou Zhaojun, emperatriu vídua de Qi del Nord (m. 562)
- Xiao Tong, el príncep hereu de la dinastia Liang (m. 531)

## Necrològiques
- 25 d'abril – Sant Rústic, arquebisbe de Lió.
- B'utz'aj Sak Chiik, ahau de la ciutat estat maia de Palenque.[1]
- Fergus Mòr Mac Earca, rei de Dál Riata (Escòcia).